# Warsan Shire
Warsan Shire (n. 1988, Kenya) este o scriitoare, poet, editor și profesoară britanică, născută în Kenia din părinți somalezi.
În 2013 a primit Premiul inaugural pentru Poezie Africană de la Universitatea Brunel din Londra, fiind aleasă dintr-o listă scurtă de șase candidați dintr-un total de 655. Cuvintele ei „Nimeni nu își părăsește casa decât dacă/Această casă este o gură de rechin” din poezia „Conversații despre Casă (la un centru de deportați)”, au fost considerate „un apel de adunare pentru refugiați și apărătorii lor”.

## Viața
Shire s-a născut pe 1 august 1988 în Kenia, din părinți somalezi. Familia ei a emigrat împreună ea în Marea Britanie când Shire avea un an. Are patru frați. A obținut diploma universitară în Arte și scriere creativă. Începând cu anul 2015, locuiește in Los Angeles.